# Marxisme orthodoxe

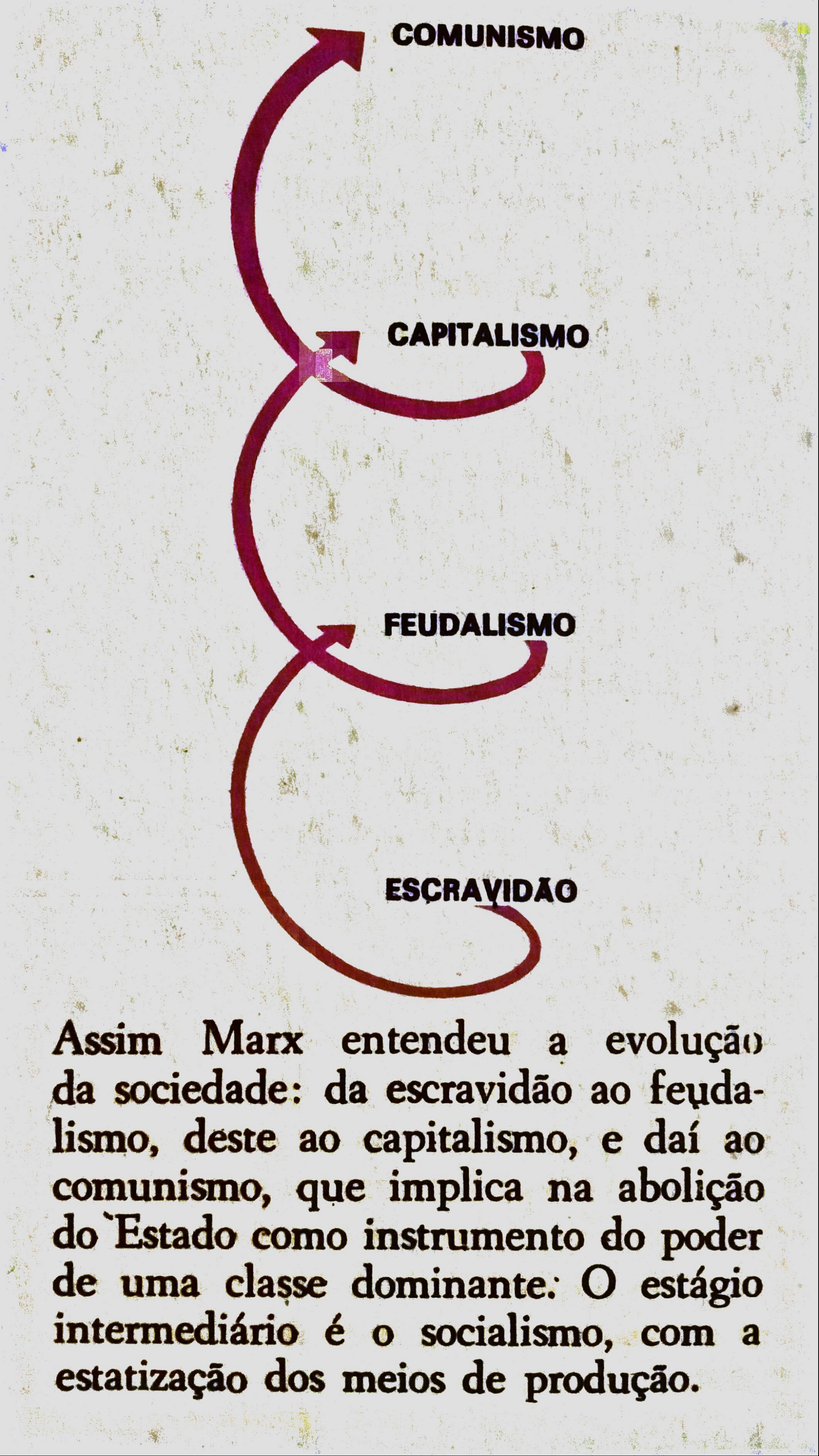
Schéma de la pensée marxiste orthodoxe sur l'évolution de la société vers le communisme

Le marxisme orthodoxe est le corps de la pensée marxiste, apparue après la mort de ses créateurs Karl Marx et Friedrich Engels à la fin du XIXe siècle, et exprimée sous sa forme primaire par Karl Kautsky. 
Les vues de Kautsky sur le marxisme ont dominé le mouvement marxiste européen pendant deux décennies, et le marxisme orthodoxe était la philosophie officielle de la majorité du mouvement socialiste, tel que représenté dans la Seconde Internationale et jusqu'à la Première Guerre mondiale en 1914, dont le déclenchement a provoqué le déclin de l'influence de Kautsky et a amené mettre en avant l'orthodoxie de Vladimir Lénine. Le marxisme orthodoxe visait à simplifier, codifier et systématiser la méthode et la théorie marxistes en clarifiant les ambiguïtés et les contradictions perçues dans le marxisme classique. Il recoupe considérablement le marxisme instrumental.
Le marxisme orthodoxe soutenait que le matérialisme historique de Marx était une science qui révélait les lois de l'histoire et prouvait que l'effondrement du capitalisme et son remplacement par le socialisme étaient inévitables. Les implications de cette vision déterministe étaient que l'histoire ne pouvait pas être « précipitée » et que, politiquement, les travailleurs et les partis ouvriers devaient attendre que les conditions économiques matérielles nécessaires à ce changement soient réunies avant que la transformation révolutionnaire de la société puisse avoir lieu. Par exemple, cette idée a encouragé le Parti social-démocrate allemand (SPD) à adopter une approche graduelle, profitant de la démocratie parlementaire bourgeoise pour améliorer la vie des travailleurs jusqu’à ce que le capitalisme soit renversé par ses contradictions internes objectives.
L'utilisation du terme « orthodoxe » pour désigner la vision de Kautsky vise avant tout à la distinguer du réformisme d'Eduard Bernstein. Ces « révisionnistes » étaient injuriés par les marxistes orthodoxes pour avoir rompu avec la pensée originelle de Marx.